# Backstreet Boys
Backstreet Boys este o trupă pop americană, formată în Orlando, Florida în data de 20 aprilie 1993. Grupul este alcătuit din 5 membri: A. J. McLean, Howie Dorough, Brian Littrell, Nick Carter și Kevin Richardson. 
Au urcat pe culmile succesului cu albumul de debut, Backstreet Boys (1996). Următorul album, Backstreet's Back (1997) a continuat succesul grupului pe întreg globul. Și-au câștigat titlul de superstaruri prin albumele Millennium (1999) și Black & Blue (2000).
După o întrerupere de 3 ani, băieții s-au reunit și au mai scos pe piață 3 albume: 
Unbreakable (2007), și This Is Us (2009).
Trupa a vândut peste 130 milioane de albume în lumea întreagă, fiind cea mai bine vândută trupă de băieți din istorie și una din cele mai bine vândute formații din toate timpurile. Ei sunt primul grup de după Sade, care a reușit performanța de a avea primele 9 albume ajungând în top 10 Billboard 200, și unicul boy band care a reușit asta. Formația a primit o stea pe Hollywood Walk of Fame, în data de 22 aprilie 2013.

## Membri
- A. J. McLean (1993–prezent)
- Howie Dorough (1993–prezent)
- Nick Carter (1993–prezent)
- Brian Littrell (1993–prezent)
- Kevin Scott Richardson (1993–2006; 2012–prezent)

În prezent, membrii trupei sunt toți căsătoriți și au copii.
Kevin Richardson are 2 băieți, Mason (11) și Maxwell (6), vărul său primar, care este tot un membru al trupei -Brian Littrell- are un băiat, Baylee (16), Nick Carter are un băiat mic, pe Odin, si o fata, pe Saoirse. Howie Dorough are și el la rândul lui doi băieți. Singurul membru al trupei care are două fete este A. J. McLean, pe Ava (6) cea mare și pe Lyric cea mică.

## Discografie
Albume de studio
- Backstreet Boys (1996)
- Backstreet's Back (1997)
- Millennium (1999)
- Black & Blue (2000)
- Never Gone (2005)
- Unbreakable (2007)
- This Is Us (2009)
- In a World Like This (2013)
- DNA (2019)

## Filmografie
- This Is the End (2013) (cameo)
- Backstreet Boys: Show 'Em What You're Made Of (2015)

## Turnee
- We Wanna Be With You Tour (1995–1996)
- Backstreet Boys: Live In Concert Tour (1996–1997)
- Backstreet's Back Tour (1997–1998)
- Into the Millennium Tour (1999–2000)
- Black & Blue Tour (2000–2001)
- Up Close & Personal Tour (2005)
- Never Gone Tour (2005–2006)
- Unbreakable Tour (2008–2009)
- This Is Us Tour (2009–2011)
- NKOTBSB Tour (2011–2012)
- In a World Like This Tour (2013–2015)